# Conférence du Rittersturz

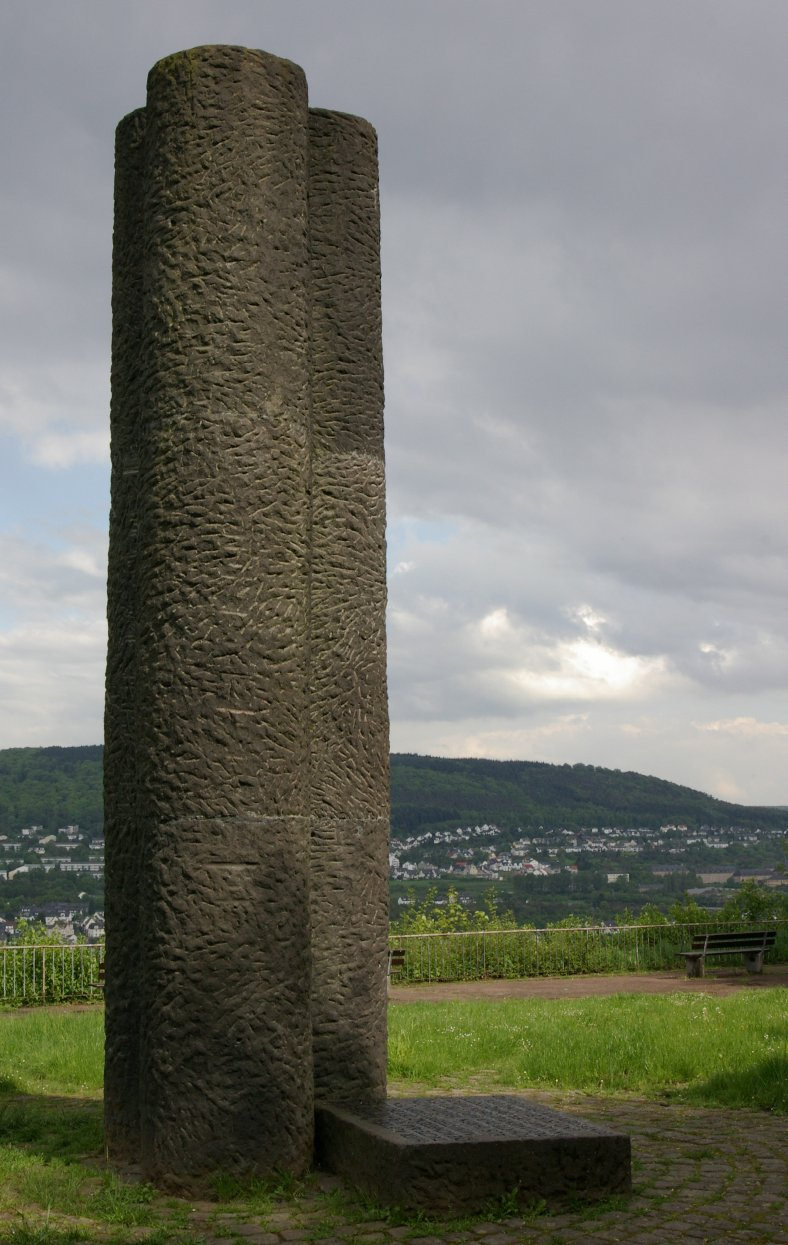
Monument commémoratif de la conférence, inauguré en 1978 au lieu-dit Rittersturz, à Coblence. Les trois colonnes symbolisent les trois zones d’occupation occidentales dans lesquelles a été fondée la République fédérale ; l’inclination à l’Est symbolise l’absence de la zone soviétique.

La conférence du Rittersturz (Rittersturz-Konferenz) est la réunion des ministres-présidents des onze Länder ouest-allemands qui se tint du 8 au 10 juillet 1948 dans l’hôtel Rittersturz à Coblence afin de discuter des documents de Francfort, par lesquels les représentants des forces d’occupation occidentales avaient posé le 1er juillet leurs conditions à la création d’un État ouest-allemand.

## Participants
La conférence eut lieu à l’initiative de Peter Altmeier, ministre-président de Rhénanie-Palatinat depuis l’année précédente, qui invita les autres ministres-présidents des zones d’occupation américaine, britannique et française ; la plupart étaient accompagnés de membres de leur gouvernement, dont Carlo Schmid, qui joua un rôle important. Les deux principaux partis politiques, l’Union chrétienne-démocrate (CDU) et le Parti social-démocrate (SPD), étaient représentés par Konrad Adenauer et Erich Ollenhauer, qui furent observateurs et ne prirent pas part aux discussions.

## Décisions
Lors de la conférence furent pris ce qu’on appela les décisions de Coblence (Koblenzer Beschlüsse). Les ministres-présidents adoptèrent l’idée de la création d’un État fédéral réunissant les Länder des zones d’occupation occidentales.
Ils consacraient ainsi la scission avec la zone soviétique, car l’unification de toute l’Allemagne ne leur paraissait pas réalisable dans les circonstances d’alors. Ils ne voyaient cependant la future République fédérale que comme un État provisoire (Provisorium), dont le but était la réunification du pays et la création d’un État de l’Allemagne entière.  Afin de ne pas accentuer la séparation avec la zone orientale, la constitution du nouvel État ne serait qualifiée que de « loi fondamentale » (Grundgesetz).
Bien que les puissances occidentales aient proposé l’élection d’une assemblée constituante, les ministres-présidents décidèrent de confier la création du nouvel État à un Conseil parlementaire composé de représentants des Länder et dont les travaux devraient être ratifiés par les parlements provinciaux.

## Conséquences et mémoire
Les 25 et 26 août 1949, trois mois après l’entrée en vigueur de la Loi fondamentale et quelques jours après l’élection du 1er Bundestag, les ministres-présidents revinrent à Rittersturz et décidèrent de la convocation du Bundestag et de l’Assemblée fédérale, concluant ainsi le processus de fondation de la République fédérale. Peter Altmeier, en qualité de porte-parole, fit une proclamation au peuple allemand dans laquelle il était souligné que cette fondation n’était qu’une étape sur le difficile chemin de la réunification du pays.
L’hôtel où s’est tenue la conférence est détruit en 1974 en raison des menaces de glissement de terrain. En 1978, un monument commémoratif est inauguré sur les lieux ; ses trois colonnes symbolisent les trois zones occidentales, et l’inclinaison à l’Est symbolise l’absence de la quatrième zone, la zone d'occupation soviétique. Le monument porte une inscription :
« La conférence des ministres-présidents allemands s’est réunie ici, au Rittersturz, les 8, 9 et 10 juillet 1948. Ses discussions tracèrent le chemin de l’adoption de la Loi fondamentale et de la fondation de la République fédérale d’Allemagne par le Conseil parlementaire. »

## Ressources